# Musculus extensor digitorum brevis
Musculus extensor digitorum brevis är en muskel i fotryggen som styr första till fjärde tån. Muskeln vilar direkt på skelettet utgår från hälbenet och delar sedan upp sig i fyra delar som sedan fortsätter ut som senor i de fyra tårna. 
Den femte tån, lilltån, styrs av musculus flexor digiti minimi brevis.